# Andrei Rațiu
Andrei Florin Rațiu (Aiud, 20 giugno 1998) è un calciatore rumeno, difensore del Rayo Vallecano e della nazionale rumena.

## Caratteristiche tecniche
Gioca come terzino destro, spicca per la sua velocità, spesso decisivo in fase offensiva nei cross e in difesa risulta abile nei tackle.

## Carriera

### Club
Giovanili e crescita nel Villareal
Inizia la sua carriera con la maglia del Villareal, dove si mette in mostra nella seconda squadra con 60 presenze e 1 goal realizzato. Il 18 aprile 2019 esordisce in Europa League ai quarti di finale contro il Valencia, gara persa per 2-0.
Prestito all'Ado Den Haag
Si trasferisce in prestito per la stagione 2020/2021 all'Ado Den Haag dove colleziona 10 presenze nella sua prima esperienza in Eredivisie.
Huesca
Il 4 gennaio 2021 viene ingaggiato dal Huesca, con cui firma un contratto triennale e dichiara di essere contento del progetto tecnico del club spagnolo. Il 21 maggio 2022 segna il suo primo goal nella vittoria contro la Real Sociedad B per 3-2. Il 22 ottobre seguente segna il goal decisivo per il pareggio contro il Mirandès per 1-1.
Rayo Vallecano
Il 26 agosto 2023 viene acquistato dal Rayo Vallecano per 500 mila euro, raggiungendo la Liga. Il 5 novembre 2023 è tra i protagonisti nel pareggio per 0-0 contro il Real Madrid, in quell'occasione ingaggia un super duello in velocità contro Vinicius Junior e riesce a fermarlo. Il 16 settembre 2024 segna il suo primo goal in Liga nella vittoria contro l'Osasuna per 3-1. Il 1º marzo 2025 segna un goal nel pareggio contro il Siviglia per 1-1.

### Nazionale
Ha partecipato ai Giochi Olimpici di Tokyo nel 2021.
Ha debuttato in nazionale maggiore nella vittoria per 2-0 contro l'Islanda, valida per la qualificazione ai mondiali 2022.
Si mette in mostra nel corso della competizione europea Euro2024 dove gioca 4 partite fino agli ottavi di finale persi contro l'Olanda.

## Statistiche

### Presenze e reti nei club
Statistiche aggiornate al 18 agosto 2022.
| Stagione              | Squadra               | Campionato            | Campionato | Campionato | Coppe nazionali | Coppe nazionali | Coppe nazionali | Coppe continentali | Coppe continentali | Coppe continentali | Altre coppe | Altre coppe | Altre coppe | Totale | Totale | Totale |
| Stagione              | Squadra               | Comp                  | Pres       | Reti       | Comp            | Pres            | Reti            | Comp               | Pres               | Reti               | Comp        | Pres        | Reti        | Pres   | Reti   |        |
| --------------------- | --------------------- | --------------------- | ---------- | ---------- | --------------- | --------------- | --------------- | ------------------ | ------------------ | ------------------ | ----------- | ----------- | ----------- | ------ | ------ | ------ |
| 2017-2018             | Villarreal B          | SDB                   | 1          | 0          |                 | -               | -               |                    | -                  | -                  |             | -           | -           | 1      | 0      |        |
| 2018-2019             | Villarreal B          | SDB                   | 30         | 1          |                 | -               | -               |                    | -                  | -                  |             | -           | -           | 30     | 1      |        |
| 2019-2020             | Villarreal B          | SDB                   | 21         | 0          |                 | -               | -               |                    | -                  | -                  |             | -           | -           | 21     | 0      |        |
| 2020-2021             | Villarreal B          | SDB                   | 8          | 0          |                 | -               | -               |                    | -                  | -                  |             | -           | -           | 8      | 0      |        |
| Totale Villarreal B   | Totale Villarreal B   | Totale Villarreal B   | 60         | 1          |                 | -               | -               |                    | -                  | -                  |             | -           | -           | 60     | 1      |        |
| 2018-2019             | Villarreal            | PD                    | 0          | 0          | CR              | 0               | 0               | UEL                | 1                  | 0                  | -           | -           | -           | 1      | 0      |        |
| gen.-giu. 2021        | ADO Den Haag          | ED                    | 10         | 0          | CO              | 2               | 0               | -                  | -                  | -                  | -           | -           | -           | 12     | 0      |        |
| 2021-2022             | Huesca                | SD                    | 34         | 1          | CR              | 0               | 0               | -                  | -                  | -                  | -           | -           | -           | 34     | 1      |        |
| 2022-2023             | Huesca                | SD                    | 38         | 1          | CR              | 1               | 0               | -                  | -                  | -                  | -           | -           | -           | 39     | 1      |        |
| Totale Huesca         | Totale Huesca         | Totale Huesca         | 72         | 2          |                 | 1               | 0               |                    | -                  | -                  |             | -           | -           | 73     | 2      |        |
| 2023-2024             | Rayo Vallecano        | PD                    | 12         | 0          | CR              | 4               | 1               | -                  | -                  | -                  | -           | -           | -           | 16     | 1      |        |
| 2024-2025             | Rayo Vallecano        | PD                    | 24         | 2          | CR              | 1               | 0               | -                  | -                  | -                  | -           | -           | -           | 25     | 2      |        |
| Totale Rayo Vallecano | Totale Rayo Vallecano | Totale Rayo Vallecano | 36         | 2          |                 | 5               | 1               |                    | -                  | -                  |             | -           | -           | 41     | 3      |        |
| Totale carriera       | Totale carriera       | Totale carriera       | 178        | 5          |                 | 8               | 1               |                    | 1                  | 0                  |             | -           | -           | 187    | 6      |        |

### Cronologia presenze e reti in nazionale
| Cronologia completa delle presenze e delle reti in nazionale ― Romania | Cronologia completa delle presenze e delle reti in nazionale ― Romania | Cronologia completa delle presenze e delle reti in nazionale ― Romania | Cronologia completa delle presenze e delle reti in nazionale ― Romania | Cronologia completa delle presenze e delle reti in nazionale ― Romania | Cronologia completa delle presenze e delle reti in nazionale ― Romania | Cronologia completa delle presenze e delle reti in nazionale ― Romania | Cronologia completa delle presenze e delle reti in nazionale ― Romania |
| Data                                                                   | Città                                                                  | In casa                                                                | Risultato                                                              | Ospiti                                                                 | Competizione                                                           | Reti                                                                   | Note                                                                   |
| ---------------------------------------------------------------------- | ---------------------------------------------------------------------- | ---------------------------------------------------------------------- | ---------------------------------------------------------------------- | ---------------------------------------------------------------------- | ---------------------------------------------------------------------- | ---------------------------------------------------------------------- | ---------------------------------------------------------------------- |
| 2-9-2021                                                               | Reykjavik                                                              | Islanda                                                                | 0 – 2                                                                  | Romania                                                                | Qual. Mondiali 2022                                                    | -                                                                      | 68’                                                                    |
| 8-9-2021                                                               | Skopje                                                                 | Macedonia del Nord                                                     | 0 – 0                                                                  | Romania                                                                | Qual. Mondiali 2022                                                    | -                                                                      |                                                                        |
| 8-10-2021                                                              | Amburgo                                                                | Germania                                                               | 2 – 1                                                                  | Romania                                                                | Qual. Mondiali 2022                                                    | -                                                                      | 59’                                                                    |
| 11-10-2021                                                             | Bucarest                                                               | Romania                                                                | 1 – 0                                                                  | Armenia                                                                | Qual. Mondiali 2022                                                    | -                                                                      | 66’                                                                    |
| 11-11-2021                                                             | Bucarest                                                               | Romania                                                                | 0 – 0                                                                  | Islanda                                                                | Qual. Mondiali 2022                                                    | -                                                                      | 59’                                                                    |
| 25-3-2022                                                              | Bucarest                                                               | Romania                                                                | 0 – 1                                                                  | Grecia                                                                 | Amichevole                                                             | -                                                                      |                                                                        |
| 4-6-2022                                                               | Podgorica                                                              | Montenegro                                                             | 2 – 0                                                                  | Romania                                                                | UEFA Nations League 2022-2023 - 1º turno                               | -                                                                      |                                                                        |
| 11-6-2022                                                              | Bucarest                                                               | Romania                                                                | 1 – 0                                                                  | Finlandia                                                              | UEFA Nations League 2022-2023 - 1º turno                               | -                                                                      |                                                                        |
| 23-9-2022                                                              | Helsinki                                                               | Finlandia                                                              | 1 – 1                                                                  | Romania                                                                | UEFA Nations League 2022-2023 - 1º turno                               | -                                                                      |                                                                        |
| 26-9-2022                                                              | Bucarest                                                               | Romania                                                                | 4 – 1                                                                  | Bosnia ed Erzegovina                                                   | UEFA Nations League 2022-2023 - 1º turno                               | 1                                                                      |                                                                        |
| 25-3-2023                                                              | Andorra la Vella                                                       | Andorra                                                                | 0 – 2                                                                  | Romania                                                                | Qual. Euro 2024                                                        | -                                                                      |                                                                        |
| 12-9-2023                                                              | Bucarest                                                               | Romania                                                                | 2 – 0                                                                  | Kosovo                                                                 | Qual. Euro 2024                                                        | -                                                                      |                                                                        |
| 12-10-2023                                                             | Budapest                                                               | Bielorussia                                                            | 0 – 0                                                                  | Romania                                                                | Qual. Euro 2024                                                        | -                                                                      |                                                                        |
| 18-11-2023                                                             | Felcsút                                                                | Israele                                                                | 1 – 2                                                                  | Romania                                                                | Qual. Euro 2024                                                        | -                                                                      | 78’                                                                    |
| 21-11-2023                                                             | Bucarest                                                               | Romania                                                                | 1 – 0                                                                  | Svizzera                                                               | Qual. Euro 2024                                                        | -                                                                      |                                                                        |
| 26-3-2024                                                              | Madrid                                                                 | Colombia                                                               | 3 – 2                                                                  | Romania                                                                | Amichevole                                                             | -                                                                      |                                                                        |
| 4-6-2024                                                               | Bucarest                                                               | Romania                                                                | 0 – 0                                                                  | Bulgaria                                                               | Amichevole                                                             | -                                                                      |                                                                        |
| 17-6-2024                                                              | Monaco di Baviera                                                      | Romania                                                                | 3 – 0                                                                  | Ucraina                                                                | Euro 2024 - 1º turno                                                   | -                                                                      |                                                                        |
| 22-6-2024                                                              | Colonia                                                                | Belgio                                                                 | 2 – 0                                                                  | Romania                                                                | Euro 2024 - 1º turno                                                   | -                                                                      | 90’                                                                    |
| 26-6-2024                                                              | Francoforte sul Meno                                                   | Slovacchia                                                             | 1 – 1                                                                  | Romania                                                                | Euro 2024 - 1º turno                                                   | -                                                                      |                                                                        |
| 2-7-2024                                                               | Monaco di Baviera                                                      | Romania                                                                | 0 – 3                                                                  | Paesi Bassi                                                            | Euro 2024 - Ottavi di finale                                           | -                                                                      |                                                                        |
| 6-9-2024                                                               | Pristina                                                               | Kosovo                                                                 | 0 – 3                                                                  | Romania                                                                | UEFA Nations League 2024-2025 - 1º turno                               | -                                                                      |                                                                        |
| 9-9-2024                                                               | Bucarest                                                               | Romania                                                                | 3 – 1                                                                  | Lituania                                                               | UEFA Nations League 2024-2025 - 1º turno                               | -                                                                      |                                                                        |
| 12-10-2024                                                             | Larnaca                                                                | Cipro                                                                  | 0 – 3                                                                  | Romania                                                                | UEFA Nations League 2024-2025 - 1º turno                               | -                                                                      |                                                                        |
| 15-10-2024                                                             | Kaunas                                                                 | Lituania                                                               | 1 – 2                                                                  | Romania                                                                | UEFA Nations League 2024-2025 - 1º turno                               | -                                                                      |                                                                        |
| 15-11-2024                                                             | Bucarest                                                               | Romania                                                                | 3 – 0 tav                                                              | Kosovo                                                                 | UEFA Nations League 2024-2025 - 1º turno                               | -                                                                      | [ 17 ]                                                                 |
| 18-11-2024                                                             | Bucarest                                                               | Romania                                                                | 4 – 1                                                                  | Cipro                                                                  | UEFA Nations League 2024-2025 - 1º turno                               | -                                                                      |                                                                        |
| 21-3-2025                                                              | Bucarest                                                               | Romania                                                                | 0 – 1                                                                  | Bosnia ed Erzegovina                                                   | Qual. Mondiali 2026                                                    | -                                                                      |                                                                        |
| 24-3-2025                                                              | Serravalle                                                             | San Marino                                                             | 1 – 5                                                                  | Romania                                                                | Qual. Mondiali 2026                                                    | -                                                                      |                                                                        |
| 7-6-2025                                                               | Vienna                                                                 | Austria                                                                | 2 – 1                                                                  | Romania                                                                | Qual. Mondiali 2026                                                    | -                                                                      |                                                                        |
| 10-6-2025                                                              | Bucarest                                                               | Romania                                                                | 2 – 0                                                                  | Cipro                                                                  | Qual. Mondiali 2026                                                    | -                                                                      | cap.                                                                   |
| Totale                                                                 |                                                                        | Presenze                                                               | 31                                                                     |                                                                        | Reti                                                                   | 1                                                                      |                                                                        |

| Cronologia completa delle presenze e delle reti in nazionale ― Romania olimpica | Cronologia completa delle presenze e delle reti in nazionale ― Romania olimpica | Cronologia completa delle presenze e delle reti in nazionale ― Romania olimpica | Cronologia completa delle presenze e delle reti in nazionale ― Romania olimpica | Cronologia completa delle presenze e delle reti in nazionale ― Romania olimpica | Cronologia completa delle presenze e delle reti in nazionale ― Romania olimpica | Cronologia completa delle presenze e delle reti in nazionale ― Romania olimpica | Cronologia completa delle presenze e delle reti in nazionale ― Romania olimpica |
| Data                                                                            | Città                                                                           | In casa                                                                         | Risultato                                                                       | Ospiti                                                                          | Competizione                                                                    | Reti                                                                            | Note                                                                            |
| ------------------------------------------------------------------------------- | ------------------------------------------------------------------------------- | ------------------------------------------------------------------------------- | ------------------------------------------------------------------------------- | ------------------------------------------------------------------------------- | ------------------------------------------------------------------------------- | ------------------------------------------------------------------------------- | ------------------------------------------------------------------------------- |
| 5-6-2021                                                                        | Marbella                                                                        | Romania olimpica                                                                | 3 – 0                                                                           | Messico olimpica                                                                | Amichevole                                                                      | -                                                                               | 77’                                                                             |
| 8-6-2021                                                                        | Marbella                                                                        | Romania olimpica                                                                | 1 – 0                                                                           | Australia olimpica                                                              | Amichevole                                                                      | -                                                                               | 69’                                                                             |
| 10-7-2021                                                                       | ?                                                                               | Romania olimpica                                                                | 1 – 1                                                                           | Arabia Saudita olimpica                                                         | Amichevole                                                                      | -                                                                               |                                                                                 |
| 13-7-2021                                                                       | ?                                                                               | Romania olimpica                                                                | 0 – 0                                                                           | Arabia Saudita olimpica                                                         | Amichevole                                                                      | -                                                                               |                                                                                 |
| 22-7-2021                                                                       | Kashima                                                                         | Honduras olimpica                                                               | 0 – 1                                                                           | Romania olimpica                                                                | Olimpiadi 2020 - 1º turno                                                       | -                                                                               | 75’                                                                             |
| 28-7-2021                                                                       | Sapporo                                                                         | Romania olimpica                                                                | 0 – 0                                                                           | Nuova Zelanda olimpica                                                          | Olimpiadi 2020 - 1º turno                                                       | -                                                                               |                                                                                 |
| Totale                                                                          |                                                                                 | Presenze                                                                        | 6                                                                               |                                                                                 | Reti                                                                            | 0                                                                               |                                                                                 |

| Cronologia completa delle presenze e delle reti in nazionale ― Romania under 21 | Cronologia completa delle presenze e delle reti in nazionale ― Romania under 21 | Cronologia completa delle presenze e delle reti in nazionale ― Romania under 21 | Cronologia completa delle presenze e delle reti in nazionale ― Romania under 21 | Cronologia completa delle presenze e delle reti in nazionale ― Romania under 21 | Cronologia completa delle presenze e delle reti in nazionale ― Romania under 21 | Cronologia completa delle presenze e delle reti in nazionale ― Romania under 21 | Cronologia completa delle presenze e delle reti in nazionale ― Romania under 21 |
| Data                                                                            | Città                                                                           | In casa                                                                         | Risultato                                                                       | Ospiti                                                                          | Competizione                                                                    | Reti                                                                            | Note                                                                            |
| ------------------------------------------------------------------------------- | ------------------------------------------------------------------------------- | ------------------------------------------------------------------------------- | ------------------------------------------------------------------------------- | ------------------------------------------------------------------------------- | ------------------------------------------------------------------------------- | ------------------------------------------------------------------------------- | ------------------------------------------------------------------------------- |
| 10-9-2019                                                                       | Aalborg                                                                         | Danimarca under 21                                                              | 2 – 1                                                                           | Romania under 21                                                                | Qual. Europeo Under-21 2021                                                     | -                                                                               | 66’                                                                             |
| 14-10-2019                                                                      | Voluntari                                                                       | Romania under 21                                                                | 3 – 0                                                                           | Irlanda del Nord under 21                                                       | Qual. Europeo Under-21 2021                                                     | -                                                                               | 63’                                                                             |
| 14-11-2019                                                                      | Voluntari                                                                       | Romania under 21                                                                | 4 – 1                                                                           | Finlandia under 21                                                              | Qual. Europeo Under-21 2021                                                     | -                                                                               |                                                                                 |
| Totale                                                                          |                                                                                 | Presenze                                                                        | 3                                                                               |                                                                                 | Reti                                                                            | 0                                                                               |                                                                                 |